# Borcut, Maramureș
Borcut (în maghiară Borkút, în trad. "Fântâna Vinului") este un sat ce aparține orașului Târgu Lăpuș din județul Maramureș, Transilvania, România.

## Istoric
Prima atestare documentară: 1331 (Burliget). 

## Etimologie
Etimologia numelui localității: din n. top. Borcut < s. borcut „izvor de apă minerală" < ucr. borcut sau magh. borkút (< magh. bor „vin" + kut „izvor"). 

## Demografie
La recensământul din 2011, populația era de 454 locuitori. 

## Obiectiv memorial
Monumentul Eroilor Români din Primul Război Mondial. Monumentul, dezvelit în anul 1935 în curtea bisericii, are o bază de 1 mp și o înălțime de 3 m. Este împrejmuit cu gard din lemn, iar pe laturile frontale și posterioare sunt inscripționate numele a 21 de eroi români, morți în Primul Război Mondial.